# М'ясковський Михайло Михайлович
Михайло Михайлович М'ясковський (10 березня 1944 — загинув 16 травня 1996, Одеська область) — український діяч, завідувач ідеологічного відділу Одеського обласного комітету КПУ, консультант спільного підприємства «ТІРА» Одеської області. Народний депутат України 2-го скликання (у 1994—1996).

## Біографія
Закінчив Одеський технологічний інститут харчової і холодильної промисловості, інженер-технолог.
Член КПРС. Був на керівній партійній роботі.
До липня 1990 року — секретар Одеського міського комітету КПУ.
У липні 1990 — серпні 1991 року — завідувач ідеологічного відділу Одеського обласного комітету КПУ.
До 1994 року працював консультант спільного підприємства «ТІРА» Одеської області.
Член КПУ, член ЦК КПУ.
Народний депутат України 2-го демократичного скликання з .04.1994 (2-й тур) до .05.1996, Великомихайлівський виборчий округ № 310, Одеська область. Член Комісії у закордонних справах і зв'язках з СНД. Член депутатської фракції комуністів.
Загинув у автомобільній аварії.